# 오산초등학교 금호도분교
오산초등학교 금호도분교는 대한민국 전라남도 진도군에 있는 공립 초등학교이다.

## 학교 연혁
- 1946년 12월 1일: 개교

## 참고 자료
- 오산초등학교 금호도분교 - 한국교육학술정보원 학교알리미